# Frédéric Soutras
Frédéric Soutras (1814-1884) est un poète pyrénéen. En 1864, il est un des fondateurs de la Société Ramond.

## Œuvre
Frédéric Soutras consacre un long poème, intitulé Une tombe vide au bord du lac de Gaube, à la mort des époux Pattison, un drame survenu par noyade au lac de Gaube, à proximité de Cauterets, le 20 septembre 1832.

## Sources
A.L.,  « Soutras (Frédéric) » dans Le Dictionnaire des Pyrénées, Toulouse, Privat, 1999, 923 p. (ISBN 2708968165)